# Morgan Jones (attore 1928)
Morgan Jones (Wooster, 15 giugno 1928 – Tarzana, 13 gennaio 2012) è stato un attore statunitense.

## Biografia
Nato a Wooster (Ohio), si stabilì in California dopo essersi arruolato nella marina militare americana. Cominciò la sua carriera da attore negli anni '50, recitando in oltre cento tra film e serie televisive. Il suo debutto fu in un piccolo ruolo non accreditato nel celebre musical Cantando sotto la pioggia (1952).
Si sposò due volte ed entrambe le volte rimase vedovo: la prima con la collega attrice Joan Granville, la seconda con Carole Tetzlaff, figlia del regista Ted Tetzlaff. Morì il 13 gennaio 2012 a Los Angeles, nel quartiere di Tarzana, dove si era stabilito dopo aver abbandonato la Marina per seguire la sua carriera di attore.

## Filmografia

### Cinema
- The All American (All American), regia di Jesse Hibbs (1953)
- La meticcia di fuoco (Apache Woman), regia di Roger Corman (1955)
- Crime Against Joe, regia di Lee Sholem (1956)
- Il vampiro del pianeta rosso (Not of This Earth), regia di Roger Corman (1957)

### Televisione
- Wild Bill Hickok (The Adventures of Wild Bill Hickok) – serie TV, 3 episodi (1953-1956)
- La pattuglia della strada (Highway Patrol) – serie TV, 8 episodi (1955-1956)
- Navy Log – serie TV, 4 episodi (1955-1956)
- Le avventure di Campione (The Adventures of Champion) – serie TV, 1 episodi (1956)
- Il sergente Preston (Sergeant Preston of the Yukon) – serie TV, 1 episodi (1956)
- Papà ha ragione (Father Knows Best) – serie TV, 1 episodio (1957)
- The Millionaire – serie TV, 1 episodio (1957)
- West Point – serie TV, episodio 1x19 (1957)
- The Gray Ghost – serie TV, episodio 1x24 (1957)
- Telephone Time – serie TV, episodio 2x17 (1957)
- Man with a Camera – serie TV, episodio 1x07 (1958)
- Tombstone Territory – serie TV, 1 episodio (1958)
- Carovane verso il West (Wagon Train) – serie TV, 1 episodio (1959)
- Maverick – serie TV, episodio 2x25 (1959)
- L'uomo e la sfida (The Man and the Challenge) – serie TV, episodio 1x30 (1960)
- Bat Masterson – serie TV, 1 episodio (1960)
- Pony Express – serie TV, episodio 1x31 (1960)
- Gli uomini della prateria (Rawhide) – serie TV, episodio 2x18 (1960)
- Peter Gunn – serie TV, episodio 3x02 (1960)
- Ispettore Dante (Dante) – serie TV, episodio 1x23 (1961)
- The Best of the Post – serie TV, episodio 1x17 (1961)
- King of Diamonds – serie TV, 1 episodio (1961)
- The Investigators – serie TV, episodio 1x02 (1961)
- Ai confini della realtà (The Twilight Zone) – serie TV, 2 episodi (1961-1963)
- The Wide Country – serie TV, episodio 1x01 (1962)
- Sotto accusa (Arrest and Trial) – serie TV, 5 episodi (1963)
- Ripcord – serie TV, episodio 2x07 (1963)
- The Gallant Men – serie TV, episodio 1x24 (1963)
- The Crisis (Kraft Suspense Theatre) – serie TV, 1 episodio (1965)
- Tarzan – serie TV, episodio 1x03 (1966)
- Gunsmoke – serie TV, 1 episodio (1966)
- La pattuglia del deserto (The Rat Patrol) – serie TV, 5 episodi (1966-1967)
- Dragnet – serie TV, 1 episodio (1967)
- Al banco della difesa (Judd for the Defense) – serie TV, 1 episodio (1967)
- Custer – serie TV, 1 episodio (1967)
- Cimarron Strip – serie TV, episodio 1x10 (1967)
- F.B.I. (The F.B.I.) – serie TV, 3 episodi (1968-1973)
- Io e i miei tre figli (My Three Sons) – serie TV, episodio 9x17 (1969)
- L'uomo da sei milioni di dollari (The Six Million Dollar Man) – serie TV, 2 episodi (1975-1977)
- Supercar (Knight Rider) – serie TV, 1 episodio (1982)
- Simon & Simon – serie TV, 1 episodio (1983)
- The Red-Light Sting – film TV, regia di Rod Holcomb (1984)
- La signora in giallo (Murder, She Wrote) – serie TV, episodi 2x21-3x07 (1986)
- McMillan e signora (McMillan & Wife) – serie TV, 2 episodi (1986)
- Colombo (Columbo) – serie TV, 3 episodi (1990)
- Call Red – serie TV, 1 episodio (1996)